# Pholidobolus condor
Pholidobolus condor — вид ящірок родини гімнофтальмових (Gymnophthalmidae). Ендемік Еквадору. Описаний у 2020 році.

## Поширення і екологія
Pholidobolus condor відомі з типової місцевості, розташованої в горах Кордильєра-дель-Кондор, на території заповідника Ель-Кімі, в провінції Морона-Сантьяго, на висоті 2209 м над рівнем моря.